# نیروی زمینی برزیل
نیروی زمینی برزیل (پرتغالی: Exército Brasileiro) شاخه زمینی نیروهای مسلح برزیل است. این نیرو در سده نوزدهم بیشتر درگیر جنگ درون آمریکای جنوبی بود و در سده بیستم در طول جنگ‌های جهانی اول و دوم بخشی از متفقین بود. نیروی زمینی برزیل در طول دیکتاتوری نظامی برزیل از سال ۱۹۶۴ تا ۱۹۸۵ در طول جنگ سرد همراه با بلوک غرب بود و همچنین در طول دهه ۵۰ میلادی در عملیات حفظ صلح سازمان ملل متحد همراهی می‌کرد.